# Rahul Banerjee
Rahul Banerjee (Calcutta, 15 december 1986) is een Indiaas boogschutter. Hij vertegenwoordigde zijn vaderland bij de Olympische Spelen van 2012 in Londen.
Banerjee begon als dertienjarige met boogschieten. Net als zijn zus Dola schiet hij met een recurveboog. Hij deed in 2004 voor het eerst namens India mee aan een internationale wedstrijd, tijdens de wereldkampioenschappen voor de jeugd. Hij behaalde in november 2008 zijn hoogste plaats (zesde) op de FITA-wereldranglijst. 

## Palmares
| 2008 World Cup, stage 2 (individueel) World Cup, stage 2 (team) World Cup, stage 3 (team) | 2009 World Cup, stage 1 (team) World Cup, stage 2 (team) |